# Live Frisak
Live Frisak (* 27. Juni 1989) ist eine ehemalige norwegische Skispringerin.

## Werdegang
Frisak, die für den Jardar IL startete, gab am 8. März 2005 ihr Debüt im Skisprung-Continental-Cup. Dabei erreichte sie in Vikersund den 21. Platz. In ihrer Zeit im Continental Cup bis 2007 konnte sie jedoch keinerlei Podiumsplatzierungen erreichen. 2006 gelang ihr bei der Norwegischen Sommer-Meisterschaft in Heddal der Gewinn der Bronzemedaille von der Normalschanze. 2007 gewann sie in Molde die norwegische Meisterschaft von der Großschanze. Ihr letztes Springen im Continental Cup absolvierte Frisak am 12. Dezember 2007 in Notodden. Für die Saison 2008/09 war sie zwar gemeldet, trat jedoch nicht an. Sie nahm lediglich an der Junioren-WM 2008 teil, wurde aber im Wettkampf disqualifiziert. Darüber hinaus war Frisak seit 2008 nur noch bei nationalen Wettkämpfen präsent.
Frisak lebt in Sandvika.